# Cattedrale di Cagayan de Oro
La cattedrale di Sant'Agostino (in filippino: Katedral ni San Agustin), conosciuta anche come Cattedrale di Cagayan de Oro, è una cattedrale cattolica situata a Cagayan de Oro, in Mindanao Settentrionale, Filippine. La cattedrale è sede dell'arcidiocesi di Cagayan de Oro.